# Murówka Lilforda
Murówka Lilforda (Podarcis lilfordi) – gatunek jaszczurki z rodziny jaszczurkowatych (Lacertidae). Jest gatunkiem endemicznym dla wysp Balearów w Hiszpanii.
Ich naturalnym środowiskiem jest sucha śródziemnomorska roślinność, tereny skaliste i kamieniste wybrzeża. Początkowo zamieszkiwały wszystkie wyspy Balearów, jednak introdukcja obcych gatunków zapoczątkowana przez Rzymian ograniczyła je tylko do niezamieszkanych, skalistych wysepek wokół głównych wysp. Na większości z tych wysepek wykształciły się osobne podgatunki.
Gatunkowi wciąż zagrażają głównie introdukowane drapieżniki, w tym koty i węże, a także utrata roślinności na niektórych wyspach z powodu nadmiernego wypasu kóz.
Nazwa gatunku pochodzi od Thomasa Powysa, czwartego barona Lilford, angielskiego arystokraty i ornitologa.

## Podgatunki
Wyróżnia się 25 podgatunków:
- Podarcis lilfordi addayae (Eisentraut, 1928) – wysepki Addaya u północno-wschodnich wybrzeży Minorki;
- Podarcis lilfordi balearica (Bedriaga, 1879) – Illa del Rei, introdukowana na Minorkę;
- Podarcis lilfordi brauni (Müller, 1927) – wysepka Colom, blisko Minorki;
- Podarcis lilfordi carbonerae (Perez Mellado & Salvador, 1988) – wysepka Carbonera, blisko Minorki;
- Podarcis lilfordi codrellensis (Perez Mellado & Salvador, 1988) – wysepka Binicondrell, blisko południowego wybrzeża Minorki;
- Podarcis lilfordi colomi (Salvador, 1980) – wysepka Colomer, blisko północnego wybrzeża Minorki;
- Podarcis lilfordi conejerae (Müller, 1927)
- Podarcis lilfordi espongicola (Salvador, 1979)
- Podarcis lilfordi estelicola (Salvador, 1979)
- Podarcis lilfordi fahrae (Müller, 1927)
- Podarcis lilfordi fenni (Eisentraut, 1928) – wysepka Sanitja, na północ od Minorki;
- Podarcis lilfordi gigliolii (Bedriaga, 1879) – wysepka Dragonera, na północ od Majorki;
- Podarcis lilfordi hartmanni (Wettstein, 1937)
- Podarcis lilfordi imperialensis (Salvador, 1979)
- Podarcis lilfordi jordansi (Müller, 1927)
- Podarcis lilfordi kuligae (Müller, 1927)
- Podarcis lilfordi lilfordi (Günther, 1874) – wysepka Aire, przy południowo-wschodnim wybrzeżu Minorki;
- Podarcis lilfordi nigerrima (Salvador, 1979)
- Podarcis lilfordi planae (Müller, 1927)
- Podarcis lilfordi pobrae (Salvador, 1979)
- Podarcis lilfordi porrosicola (Pérez Mellado & Salvador, 1988) – wysepka Porros, blisko północnego wybrzeża Minorki;
- Podarcis lilfordi rodriquezi (Müller, 1927)
- Podarcis lilfordi sargantanae (Eisentraut, 1928) – wysepki północnego wybrzeża Minorki (Sargantana, Ravells);
- Podarcis lilfordi toronis (Hartmann, 1953) – Isla Toro u wybrzeży Majorki;
- Podarcis lilfordi xapaticola (Salvador, 1979).